# 劉鑄
劉鑄，字季冶，江西南昌府南昌縣人，明朝政治人物、進士出身。
洪武四年，會試十二名，登進士三甲，授平陽府榮和縣縣丞。